# Lion-Peugeot V 2 C 3
Der Lion-Peugeot V 2 C 3 war ein Personenkraftwagen von Lion-Peugeot.

## Beschreibung
Lion-Peugeot brachte das Modell 1911 als Nachfolger des Lion-Peugeot V 2 C 2 auf den Markt. Bis zur Produktionseinstellung im gleichen Jahr entstanden 520 Exemplare. Es gab keinen Nachfolger.

## Motor, Antrieb und Fahrleistungen
Für den Antrieb sorgte ein V2-Motor mit 1325 cm³ Hubraum und 12 PS Leistung. Der Motor war vorne im Fahrzeug montiert und trieb über eine Kardanwelle die Hinterachse an. Das Getriebe verfügte über drei Vorwärts- und einen Rückwärtsgang.
Die Höchstgeschwindigkeit war mit 52 bis 70 km/h angegeben.

## Abmessungen und Aufbauten
Bei einem Radstand von 2,25 m und einer Spurweite von 1,15 m war das Fahrzeug 3,2 m lang, 1,4 m breit und 2 m hoch. Zur Wahl standen die Karosserieversionen Zweisitzer, Doppelphaeton, Torpedo, Tourenwagen, Limousine und Phaeton.